# Estado de Gadarif
Al Qadarif (en árabe: القضارف; también Gadaref, Gadarif o Qadārif) es uno de los 18 estados de Sudán.
Tiene un área de 75.623 km² y una población estimada de 1.369.300.(2006). Gadarif es la capital del estado. Su población asciende a 336.522 habitantes (2006).
Otras ciudades importantes son: Al-hawatah, con 25.021 habitantes (2006), y Doka, con 20.232 (2006).